# Félix Madrigal Pulido
Félix Madrigal Pulido es un futbolista y político mexicano que jugó de portero. En 172 partidos jugados recibió la cantidad de 243 goles y fue expulsado en una ocasión. Consiguió el ascenso con el Atlético Morelia en 1981 y en 1984 en un juego contra León anotó un gol de portería.

## Clubs
- Monarcas Morelia (1975 - 1985)
- Club Deportivo Irapuato (1986 - 1991)

- Datos: Q5872332